# Skæggede dame
Den skæggede dame eller skæggede kvinde er et begreb benyttet om kvinder med synlig skægvækst. Disse kvinder har længe været et legendært fænomen, udsat for nysgerrighed og latterliggørelse, men på det seneste også anset for et politisk standpunkt og en modeerklæring. Et lille antal kvinder er i stand til at vokse ansigtsbehåring nok til at have et tydeligt skæg. I nogle tilfælde er kvindelig skægvækst resultatet af en hormonel ubalance (normalt et androgent overskud), eller en sjælden genetisk lidelse kendt som hypertrikose. Til tider forårsages det af brug af anabolske steroider. Kulturelt pres får de fleste til at fjerne det, da det kan opfattes som social stigmatisering. Bemærkelsesværdige undtagelser var de berømte (og som regel falske) skæggede kvinder i cirkus-attraktioner i det 19. og tidlige 20. århundrede, før disse blev upopulære.